# FC Petrocub Hîncești
FC Petrohub är en fotbollsklubb i Hîncești i Moldavien som grundades 1994.
Klubben spelar i Divizia Națională – den moldaviska förstadivisionen. 

## Placering tidigare säsonger
| Säsong  | Nivå | Liga              | Placering | Referens |
| ------- | ---- | ----------------- | --------- | -------- |
| 2015/16 | 1    | Divizia Națională | 8         | [ 1 ]    |
| 2016/17 | 1    | Divizia Națională | 6         | [ 2 ]    |
| 2017    | 1    | Divizia Națională | 3         | [ 3 ]    |
| 2018    | 1    | Divizia Națională | 3         | [ 4 ]    |
| 2019    | 1    | Divizia Națională | 3         | [ 5 ]    |
| 2020/21 | 1    | Divizia Națională | 2         | [ 6 ]    |
| 2021/22 | 1    | Divizia Națională | 2         | [ 7 ]    |
| 2022/23 | 1    | Superligan        | 2         | [ 8 ]    |
| 2023/24 | 1    | Superligan        | 1         | [ 9 ]    |